# Joaquín Correa
Carlos Joaquín Correa (Juan Bautista Alberdi, 1994. augusztus 13. –) argentin válogatott labdarúgó, a Lazio középpályása, de kölcsönben az Olympique Marseilleben szerepel.

## Pályafutása

### Klubcsapatokban

#### Estudiantes
Joaquín Correa ifjúsági labdarúgóként tagja volt a River Plate és a Renato Cesarini csapatának, ezt követően került az Estudiantes akadémiájára. 2012. május 19-én mutatkozott be az argentin bajnokságban egy Banfield elleni bajnokin. 2014. május 10-én szerezte meg első gólját, a San Lorenzo elleni 3-0-ra megnyert bajnokin.

#### Sampdoria
2014. december 16-án Correa az olasz Seria A-ban szereplő Sampdoria játékosa lett. A genovai klub tízmillió dollárt fizetett érte és négy évre szóló szerződést kötöttek. 2015. február 15-én debütált új csapatában egy Chievo ellen 2-1-re elveszített bajnokin. 2016. január 17-én a Carpi csapatának lőtte első gólját a Sampdoria mezében. Az idény során három gólt szerzett a bajnokságban, csapata a csalódást keltő 15. helyen zárta a szezont. 

#### Sevilla
2016. július 10-én a spanyol élvonalban szereplő Sevilla tizenhárom millió eurót fizetett Correáért a Sampdoriának. Hivatalos bemutatására két nappal később került sor.  Augusztus 17-én, a Barcelona elleni spanyol Szuperkupa-mérkőzésen debütált a csapatban. 2016. augusztus 20-án a bajnokságban is bemutatkozhatott, honfitársa, Luciano Vietto helyett állt be csereként az Espanyol elleni mérkőzésen. A 2017-2018-as UEFA Bajnokok Ligája sorozat negyeddöntőjében a Bayern München elleni találkozón a Javi Martínez ellen elkövetett súlyos szabálytalanságáért piros lapot kapott.

#### Lazio
2018. augusztus 1-jén Correa öt évre szóló szerződést írt alá az érte tizenhat millió eurót fizető Lazióval.

### Internazionale
2021. augusztus 26-án 4 éves szerződést írt alá az Internazionaléhoz. Először egy évre kölcsönben került a klubhoz 5+1 millió euró ellenében. A kivásárlási ára 25 millió euró, amelyet 3 év alatt kell kifizetetnie a milánóiaknak az Laziónak, 2022-től kezdődően. Első bajnoki mérkőzésén duplázni tudott a Verona ellen 3–1-re megnyert mérkőzésen.

#### Olympique Marseille
2023. augusztus 25-én egy szezonra kölcsönbe került a francia Olympique Marseille csapatához.

## Statisztika

### Klub
2019. május 15-én frissítve.
| Klub                    | Szezon         | Bajnokság | Bajnokság | Országos kupa | Országos kupa | Nemzetközi kupa | Nemzetközi kupa | Összesen | Összesen |
| Klub                    | Szezon         | Mérk.     | Gól       | Mérk.         | Gól           | Mérk.           | Gól             | Mérk.    | Gól      |
| ----------------------- | -------------- | --------- | --------- | ------------- | ------------- | --------------- | --------------- | -------- | -------- |
| Estudiantes de La Plata | 2010–11        | 3         | 0         | 0             | 0             | 0               | 0               | 3        | 0        |
| Estudiantes de La Plata | 2011–12        | 8         | 0         | 2             | 0             | 0               | 0               | 10       | 0        |
| Estudiantes de La Plata | 2012–13        | 26        | 1         | 3             | 1             | 0               | 0               | 29       | 2        |
| Estudiantes de La Plata | 2013–14        | 16        | 2         | 0             | 0             | 6               | 1               | 24       | 3        |
| Estudiantes de La Plata | Összesen       | 53        | 3         | 5             | 1             | 6               | 1               | 64       | 5        |
| Sampdoria               | 2014–15        | 6         | 0         | 0             | 0             | 0               | 0               | 6        | 0        |
| Sampdoria               | 2015–16        | 25        | 3         | 0             | 0             | 0               | 0               | 25       | 3        |
| Sampdoria               | Összesen       | 31        | 3         | 0             | 0             | 0               | 0               | 31       | 3        |
| Sevilla                 | 2016–17        | 26        | 4         | 5             | 3             | 3               | 1               | 34       | 8        |
| Sevilla                 | 2017–18        | 21        | 1         | 8             | 5             | 10              | 1               | 39       | 7        |
| Sevilla                 | Összesen       | 47        | 5         | 13            | 8             | 13              | 2               | 73       | 15       |
| Lazio                   | 2018–19        | 33        | 4         | 4             | 2             | 6               | 2               | 43       | 8        |
| Karrier összes          | Karrier összes | 164       | 15        | 22            | 11            | 25              | 6               | 211      | 31       |

### Válogatott góljai
Az eredmények Argentína szemszögéből értendőek.
| #  | Dátum            | Helyszín                            | Ellenfél  | Gól | Végeredmény | Kiírás              |
| -- | ---------------- | ----------------------------------- | --------- | --- | ----------- | ------------------- |
| 1. | 2017. június 13. | Nemzeti Stadion, Kallang, Szingapúr | Szingapúr | 2–0 | 6–0         | Barátságos mérkőzés |

## Sikerei, díjai

### Klub
- Lazio
  - Olasz kupa: 2018–19
  - Olasz szuperkupa: 2019

- Internazionale
  - Olasz kupa: 2021–22, 2022–23
  - Olasz szuperkupa: 2021, 2022

### Válogatott
- Argentína[16]
  - Superclásico de las Américas: 2017
  - Copa América: 2021